# Allan Dorans
Allan Hopkins Dorans (né le 30 juillet 1955) est un homme politique du parti national écossais (SNP) qui est député pour Ayr, Carrick et Cumnock de 2019 à 2024,. Il est le vice-doyen d'Ayr Guildry. Dorans est compagnon de l'Institut du personnel et du développement (CIPD) en 1990 et membre du Chartered Management Institute (MCMI) en 2000.

## Biographie
Dorans est né à Dailly, South Ayrshire, le fils de Peter Dorans et Agnes Dorans. Il fait ses études à la Carrick Academy, à Maybole, à l'Open University et à l'Université de l'Écosse de l'Ouest, où il obtient un diplôme en management public.
Il rejoint la police métropolitaine et atteint le grade d'inspecteur-détective à l'âge de 28 ans, restant dans la police de 1972 à 1987. L'année suivante, il devient responsable du personnel et de la formation à l'organisation de rang, y restant jusqu'en 2000. De 2002 à 2003, il est enseignant suppléant à la Cape Elizabeth High School dans le Maine. Dorans est directeur régional pour l'ouest de l'Écosse à l'Association écossaise pour le soin et la réinstallation des délinquants de 2003 à 2009. Il est également directeur général de West of Scotland Mediation Services de 2009 à 2013.

## Carrière politique
Dorans est élu pour la première fois au South Ayrshire Council en 2012 pour le SNP dans le quartier Ayr West puis nommé en 2014 en tant que chef du groupe SNP, mais il est battu en 2017. Le 12 décembre 2019, il est élu député d'Ayr, Carrick et Cumnock. Il est nommé porte-parole du Shadow SNP pour la police le 10 février 2021. Il est battu aux élections générales de 2024.